# 200. pr. n. št.
200. pr. n. št. je deseto desetletje v 3. stoletju pr. n. št. med letoma 209 pr. n. št. in 200 pr. n. št.. 